# 巴氏項鰭魚
巴氏項鰭魚（学名：Iniistius baldwini），又名淡綠頸鰭魚、紅姑娘仔、紅新娘、豎停仔、胭脂冷、角龍、平倍良、麗楔鯛、星離鰭鯛，为輻鰭魚綱鱸形目隆頭魚亞目隆頭魚科項鰭魚屬下的一个种，分布於中東太平洋的夏威夷群島海域，棲息深度10-132公尺，體長可達20.4公分，棲息在沙底質的開放海域，生活習性不明。